# Henryk Krzewiński

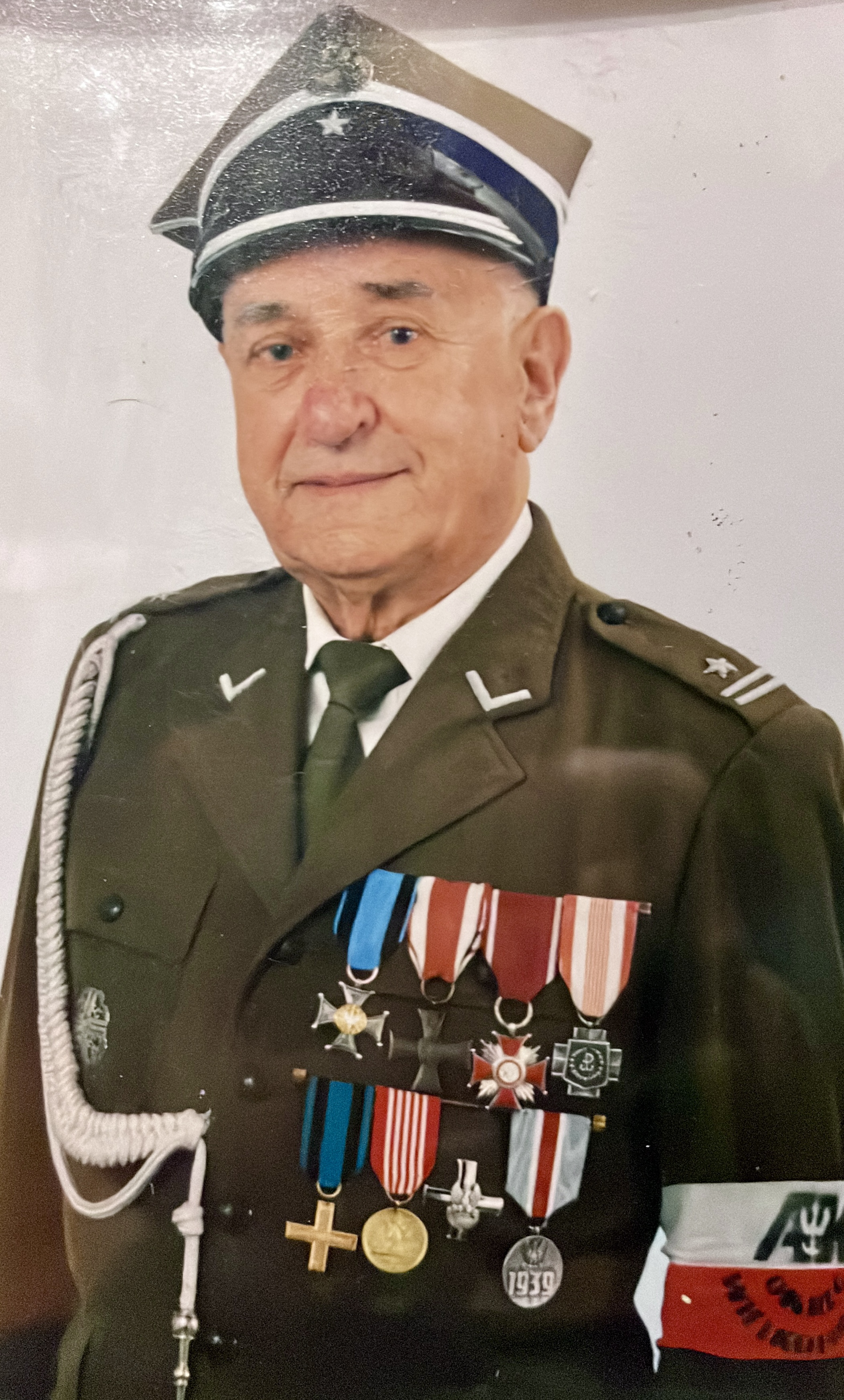

Henryk Piotr Krzewiński (ur. 1 sierpnia 1914 w Łosośnikach, zm. 26 grudnia 2004 w Mogilnie) – kapitan Armii Krajowej, kawaler Krzyża Srebrnego Orderu Wojennego Virtuti Militari.

## Życiorys
Syn Piotra (rolnika) i Stanisławy z domu Płócienniczak.
Absolwent gimnazjum klasycznego w Trzemesznie, na którym uzyskał maturę (w roku 1935). W maju 1936 ukończył Szkołę Podchorążych Rezerwy w Zambrowie otrzymując tytuł podchorążego rezerwy i przydział do 59 pułku piechoty w Inowrocławiu. W tym samym roku rozpoczął studia na Wydziale Rolniczo-Leśnym Uniwersytetu Poznańskiego. Podczas ćwiczeń wojskowych w 1938 awansował do stopnia starszego sierżanta podchorążego. W kampanii wrześniowej wziął udział jako żołnierz batalionu zapasowego 10 Dywizji Piechoty, w szeregach którego walczył na Lubelszczyźnie.
W styczniu 1940 został wraz z rodziną wysiedlony pod Łowicz. Tam wstąpił w struktury Związku Walki Zbrojnej i Armii Krajowej. Uczestniczył w pracy organizacyjno-szkoleniowej oraz w akcjach dywersyjno-sabotażowych. Od 1941 na stanowisku dowódcy kompanii „Skierniewice” w Wojskowym Korpusie Służby Bezpieczeństwa (w 10 pułku piechoty wchodzącym w skład 3 Dywizji WKSB). Walczył na ziemi lubelskiej i wziął udział w powstaniu warszawskim. Awansowany do rangi kapitana i odznaczony w dniu 15 grudnia 1944, za udział w walkach, Krzyżem Srebrnym Orderu Virtuti Militari (odznaczenie nastąpiło na wniosek ppłk. Zygmunta Krajewskiego – dowódcy 10 pułku WKSB AK). Do stycznia 1945 pozostawał w strukturach Armii Krajowej, po czym wcielony został do Ludowego Wojska Polskiego. Od końca listopada 1945 kontynuował studia na Uniwersytecie Poznańskim, otrzymując w połowie maja 1947 dyplom magistra agrotechniki.
Pracował w wielkopolskich państwowych gospodarstwach rolnych oraz w Zespole Szkół Rolniczych. Od 1968 mieszkał w Lesznie, a na emeryturę przeszedł w roku 1976. W 1949 poślubił Annę Jankowiak (zm. 1981), z którą miał syna Włodzimierza oraz córki Bogusławę i Małgorzatę. Powtórnie żonaty od 1985 roku.
Henryk Krzewiński był członkiem Światowego Związku Żołnierzy Armii Krajowej. Należał do Okręgu „Wielkopolska” – Oddział w Lesznie.

## Ordery i odznaczenia
- Krzyż Srebrny Orderu Wojennego Virtuti Militari
- Krzyż Walecznych
- Srebrny Krzyż Zasługi z Mieczami
- Krzyż Armii Krajowej